# دوروثي مور
دوروثي مور (بالإنجليزية: Dorothy Moore)‏ هي مغنية أمريكية، ولدت في 13 أكتوبر 1946 في جاكسون في الولايات المتحدة.

## وصلات خارجية
- دوروثي مور على موقع IMDb (الإنجليزية)
- دوروثي مور على موقع ميوزك برينز (الإنجليزية)
- دوروثي مور على موقع أول ميوزيك (الإنجليزية)
- دوروثي مور على موقع ديسكوغز (الإنجليزية)